# Johnny Dumfries
John Colum Crichton-Stuart, 7th Marquess of Bute (Rothesay, 1958. április 26. – 2021. március 22. vagy előtte) skót autóversenyző, Formula–1-es autóversenyző, őrgróf és üzletember.

## Pályafutása
A Williams F1-es csapatánál helyezkedett el, mint teherautó-sofőr. Az így keresett pénzt persze karrierje építésébe fektette, és Formula Ford 1600-as autókkal kezdett versenyezni, majd a kezdeti tapasztalatok megszerzését követően a Brit Formula 3-as Bajnokságban folytatta. 1983-ban hívta fel először a figyelmet magára azzal a látványos csatával, amelyet a brazil Ayrton Senna ellen vívott Silverstone-ban. A következő évben már nem pusztán felvillanásai voltak, hanem tíz győzelmet aratva meg is szerezte a sorozat bajnoki címét, míg az olasz Ivan Capelli mögött második lett az Európai Formula 3-as bajnokságban.
1985-ben feljebb lépett, és az európai Formula 3000-esek között versenyzett, ám ez az év nagy csalódást hozott, mivel mindössze egyetlen pontot sikerült szereznie, és ezzel a tizenhatodik helyen végzett az összetettben. 1986-ban a Formula–1-es  világbajnokság mezőnyében találta magát. A brazil Ayrton Senna a Lotus csapatnál megvétózta, hogy az angol Derek Warwickot leszerződtessék mellé. Kellett tehát egy kellő tapasztalattal rendelkező ám nem túl karakteres pilóta Senna mellé, és így esett a választás Dumfriesre. Egyfelől beváltotta a reményeket, mivel nem jelentett veszélyt a brazilra, ám másfelől nem. Ugyanis a vártnál jobban elmaradt Ayrton eredményeitől, mindössze három pontot tudott szerezni Senna ötvenötével szemben, ráadásul Monacóban kvalifikálnia sem sikerült magát.
1987-ben a Renault helyére a Honda érkezett új motorszállítóként, és mivel ők ragaszkodtak egy japán versenyzőhöz, így Dumfries kikerült a csapatból, átadva ülését Nakadzsima Szatorunak. Ezzel, tizenöt teljesített világbajnoki futamot követően, az összetettben elért tizenharmadik helyezésével elbúcsúzott a Formula–1-től.
Persze az autóversenyzéstől nem akart elszakadni, így 1987-ben sportautó-futamokon folytatta pályafutását. És 1988-ban egy Jaguarral, a holland Jan Lammers és az angol Andy Wallace társaként megnyerte a Le Mans-i 24 órás viadalt, ezzel elérve pályafutása csúcsát. Még három évig versenyzett a Toyota és a Courage Compétition színeiben, majd 1991 végén visszavonult. Azóta családja üzleti vállalkozásainak aktív résztvevője.

## Család
Skócia egyik legrégebbi arisztokrata családjába, az angol királynő rokonaként született 1958. április 26-án. Felmenői között volt skót király és brit miniszterelnök egyaránt. Kiváló oktatásban részesült, de a tanulmányok helyett inkább az autósportok érdekelték, és ezért a szenvedélyéért bármit képes volt megtenni. Úgy érezte, hogy nemesi származása inkább hátráltatja mintsem segíti versenyzői pályafutását, ezért festőként és dekoratőrként kezdett dolgozni.

## Eredményei

### Teljes eredménylistája a nemzetközi Formula–3000-es sorozatban
(Táblázat értelmezése)

(Félkövér: pole-pozícióból indult; dőlt: leggyorsabb kört futott) 

| Év   | Csapat          | 1      | 2     | 3      | 4     | 5   | 6      | 7      | 8   | 9   | 10     | 11     | Helyezés | Pont |
| ---- | --------------- | ------ | ----- | ------ | ----- | --- | ------ | ------ | --- | --- | ------ | ------ | -------- | ---- |
| 1985 | Onyx Racing     | SIL Ki | THR 7 | EST Ki | VAL 6 | PAU |        |        |     |     |        |        | 16.      | 1    |
| 1985 | Lola Motorsport |        |       |        |       |     | SPA Ki | DIJ 10 | PER | ÖST | ZAN    | DON    | 16.      | 1    |
| 1988 | GEM Motorsport  | JER    | VAL   | PAU    | SIL   | MNZ | PER    | BRH    | BIR | BUG | ZOL Ki | DIJ 13 | NC       | 0    |

### Teljes Formula–1-es eredménylistája
(Táblázat értelmezése)

(Félkövér: pole-pozícióból indult; dőlt: leggyorsabb kört futott) 

| Év   | Csapat                         | Modell    | Motor       | 1     | 2      | 3      | 4       | 5      | 6      | 7     | 8      | 9     | 10     | 11    | 12     | 13     | 14    | 15     | 16    | Helyezés | Pont |
| ---- | ------------------------------ | --------- | ----------- | ----- | ------ | ------ | ------- | ------ | ------ | ----- | ------ | ----- | ------ | ----- | ------ | ------ | ----- | ------ | ----- | -------- | ---- |
| 1986 | John Player Special Team Lotus | Lotus 98T | Renault V6t | BRA 9 | ESP Ki | SMR Ki | MON DNQ | BEL Ki | CAN Ki | DET 7 | FRA Ki | GBR 7 | GER Ki | HUN 5 | AUT Ki | ITA Ki | POR 9 | MEX Ki | AUS 6 | 13.      | 3    |

### Le Mans-i 24 órás autóverseny
| Év   | Osztály | #  | Gumi | Autó                                           | Csapat              | Csapattárs(ak)                    | Körök | Helyezés | Oszt. hely. |
| ---- | ------- | -- | ---- | ---------------------------------------------- | ------------------- | --------------------------------- | ----- | -------- | ----------- |
| 1987 | C1      | 62 | M    | Sauber C9 Mercedes-Benz M117 5.0L Turbo V8     | Kouros Racing       | Chip Ganassi Mike Thackwell       | 37    | DNF      | DNF         |
| 1988 | C1      | 2  | D    | Jaguar XJR-9LM Jaguar 7.0L V12                 | Silk Cut Jaguar     | Jan Lammers Andy Wallace          | 394   | 1.       | 1.          |
| 1989 | C1      | 37 | B    | Toyota 89C-V Toyota R32V 3.2L Turbo V8         | Toyota Team Tom's   | Geoff Lees John Watson            | 58    | DNF      | DNF         |
| 1990 | C1      | 37 | B    | Toyota 90C-V Toyota R32V 3.2L Turbo V8         | Toyota Team Tom's   | Szuzuki Aguri Roberto Ravaglia    | 64    | DNF      | DNF         |
| 1991 | C2      | 13 | G    | Cougar C26S Porsche Type-935 3.0L Turbo Flat-6 | Courage Compétition | Anders Olofsson Thomas Danielsson | 45    | DNF      | DNF         |